# Feria de Zaragoza

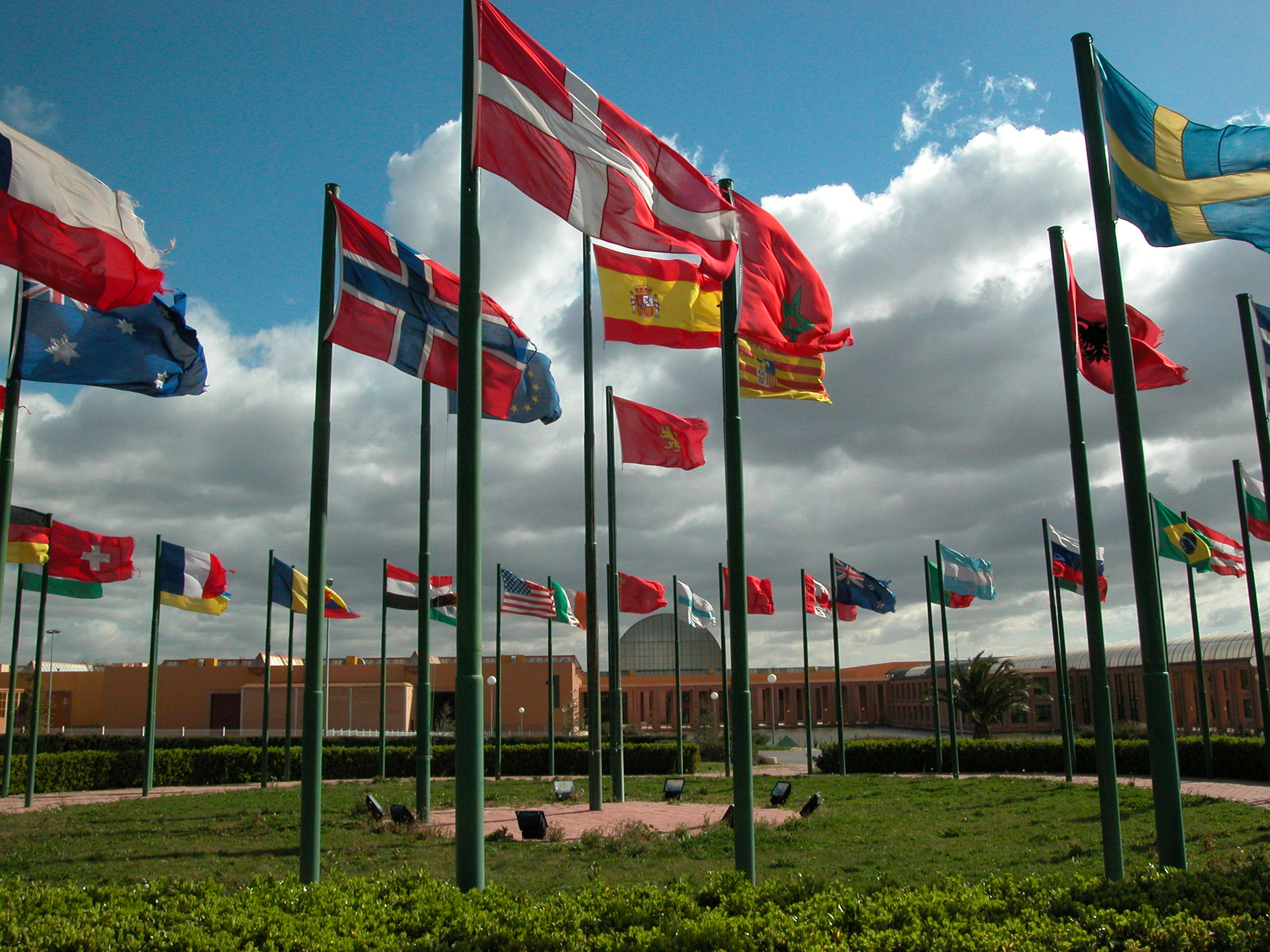
Feria de Zaragoza.

La Feria de Zaragoza empezó su actividad en el año 1941 en la capital aragonesa, con la celebración de un salón generalista.
Al paso de los años se ha centrado en la organización de eventos de un alto nivel  técnico, especializándose en diversos sectores profesionales, consiguiendo así la celebración de ferias monográficas, que a la fecha cuentan con el reconocimiento y respaldo  de los distintos sectores, convirtiéndose en referente en el panorama nacional e internacional.
El recinto de la Feria de Zaragoza cuenta con una superficie total de 360.000 m², haciéndola la segunda feria más grande de España, dispone de 11 pabellones de diversas dimensiones, amplias áreas exteriores, dotada de todos los servicios necesarios para la realización de cualquier tipo de evento, tanto profesional como lúdico. Está localizado a 6 km del aeropuerto de Zaragoza y 9 km del centro urbano de la ciudad.

## Historia

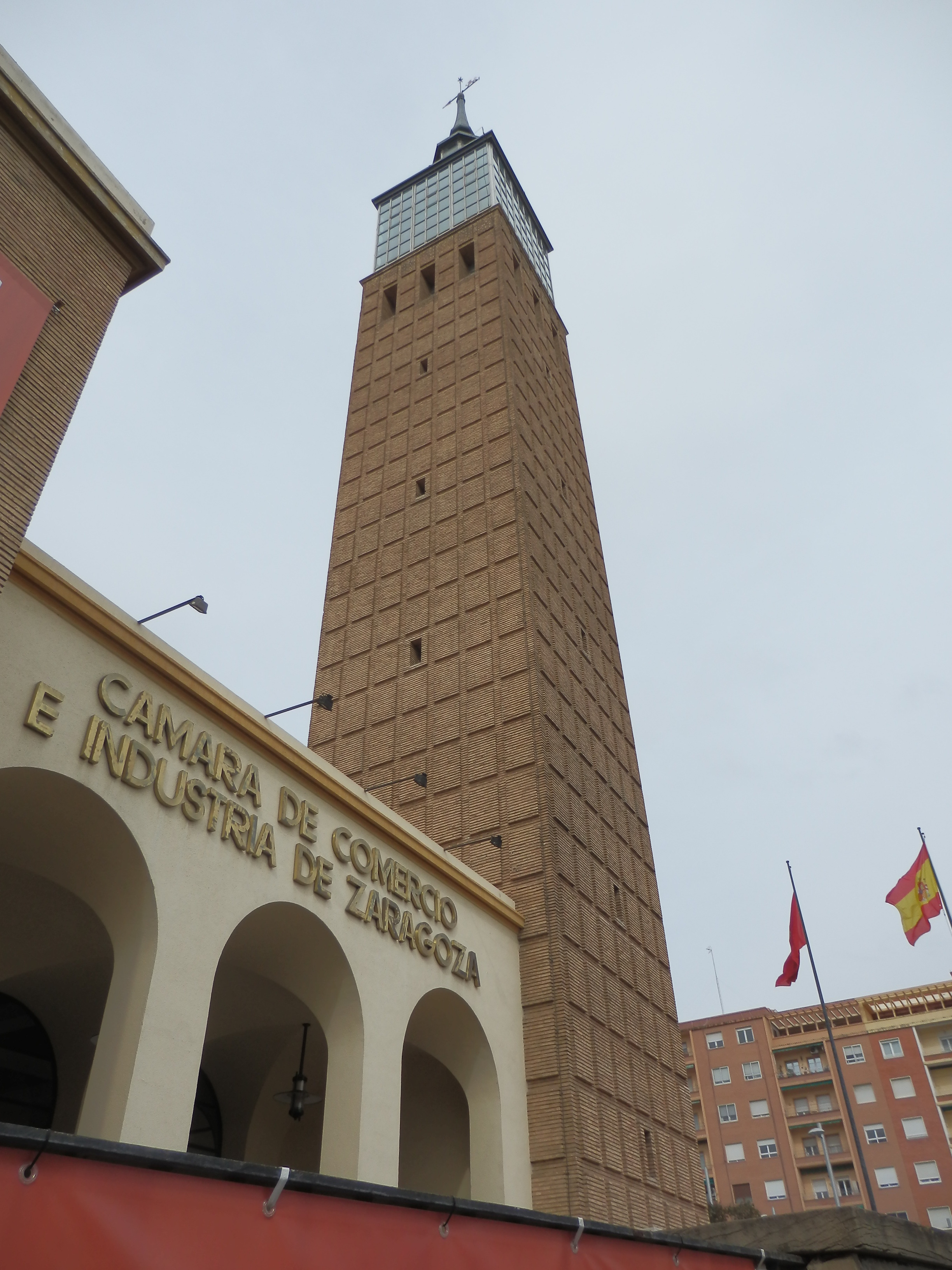
Torre Feria Muestras Zaragoza 1

En los terrenos cercanos al actual Parque José Antonio Labordeta, se inició en 1941 la construcción de la Feria de Muestras
El notable crecimiento desencadenado en los años sucesivos por los dos principales certámenes celebrados en la Feria de Muestras de Zaragoza (Feria Internacional de la Maquinaria Agrícola FIMA y Feria Oficial y Nacional de Muestras Feria General conduce al comité ejecutivo de la institución ferial, presidido por José Luis Martínez Candial a iniciar los trámites para la construcción de un nuevo recinto que dé capacidad a todos los expositores y firmas comerciales.
En el año 1986 se inauguró el actual recinto de Feria de Zaragoza, en la autovía de Madrid, km.311,5, que soluciona los problemas derivados por la falta de espacio de la antigua sede.
Los Reyes de España, don Juan Carlos y doña Sofía, acompañados del ministro de Industria, Carlos Croissier, y de las primeras autoridades aragonesas, inauguraron el nuevo Palacio de la feria de muestras de Zaragoza. Las obras duraron 18 meses y se invirtieron 3.000 millones de pesetas. La Cámara de Comercio e Industria aportó 1.200 millones y el resto el Ayuntamiento de Zaragoza, la Diputación Provincial de Zaragoza, el Gobierno de Aragón y la Caja de Ahorros de Zaragoza, Aragón y Rioja (Ibercaja).